# Портовая

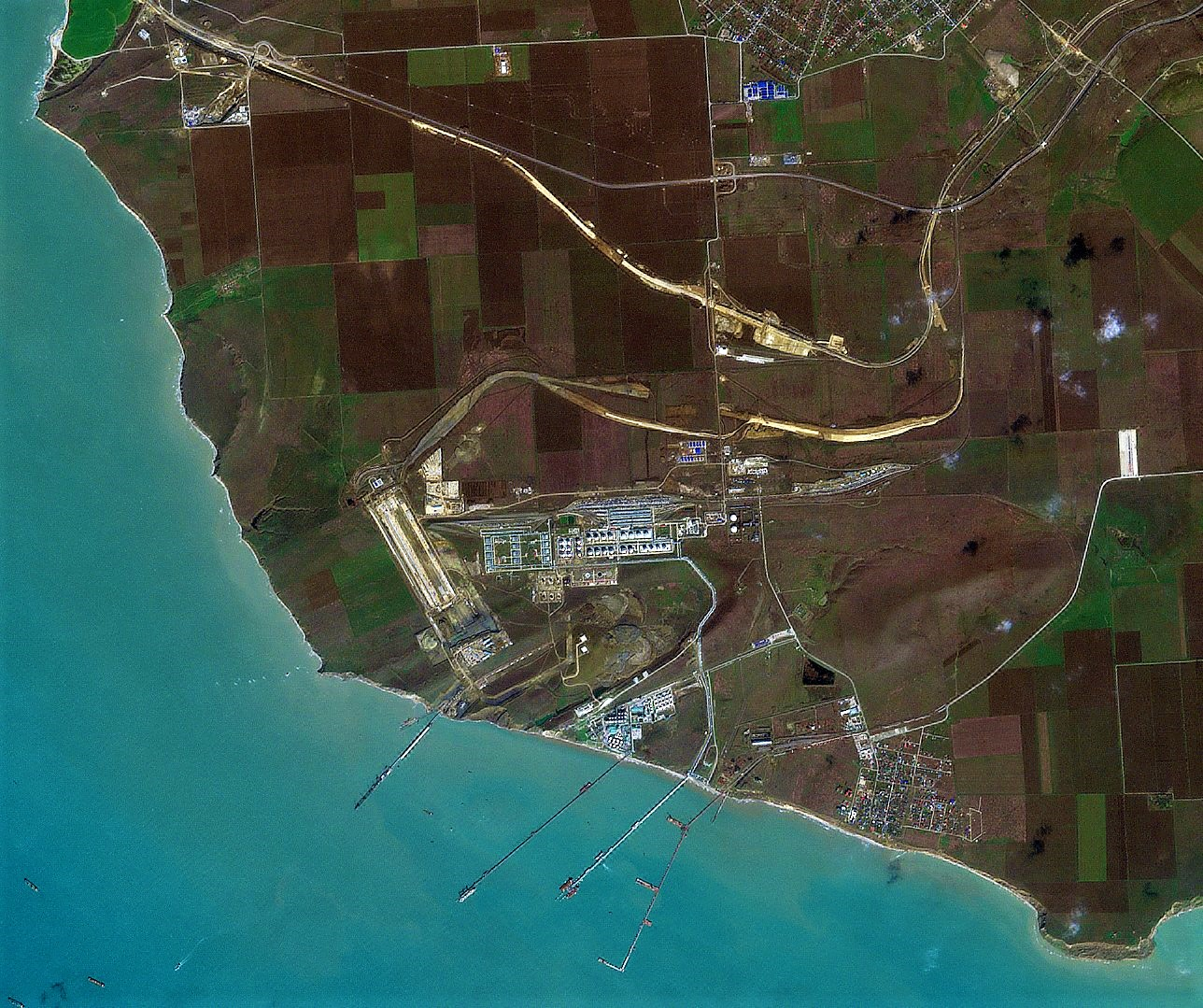
Примыкающие с юга к Крымскому мосту железнодорожные станции Портовая и Тамань-Пассажирская, а также порт Тамань, состояние на 5 марта 2018 года, космический снимок Sentinel-2

Портовая — станция на участке Багерово — Вышестеблиевская, находящаяся рядом со станцией Тамань-Пассажирская. Крупный железнодорожный узел, обеспечивающий порт Тамань и товарооборот с Крымом.

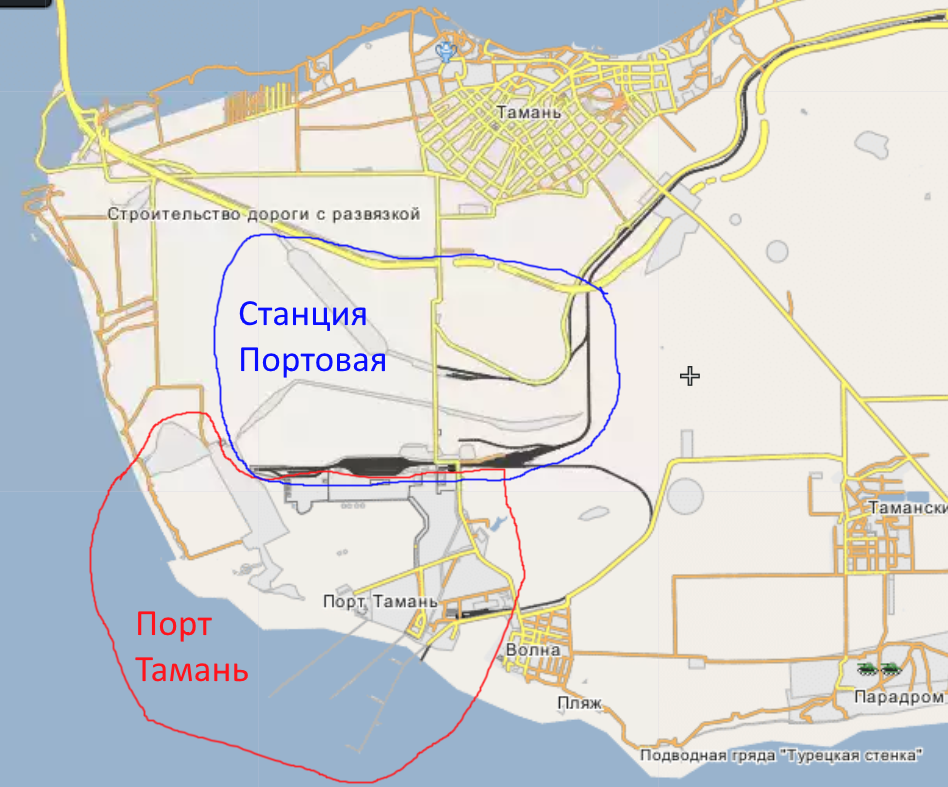
Станция Портовая и порт Тамань

Изначально станция была задумана для обслуживания порта Тамань. В связи со строительством Крымского моста с совмещенными транспортными развязками проект скорректировали, учитывая ее значение как основного пункта по перевалке грузов из Крыма и в Крым. Станция имеет особое значение для Крыма еще потому, что порты Крыма относятся к малым и не могут принимать крупные суда класса Panomax с минимальной стоимостью морской перевозки. Кроме этого, сельскохозяйственные и винодельческие компании Крыма ведут активную внешнеторговую деятельность с Азией, но перевозка может осуществляться судами под флагом стран ЕС. Поэтому порт Тамань позволяет им забирать грузы из Крыма, не нарушая режим санкций по заходу в его порты.
С учетом роста порта Тамань на перевалку грузов из России и фактически превращения его в главный международный порт Крыма РЖД существенно увеличило размах станции по возможности сортировки грузов и формирования крупных транспортных партий. Фактически Портовая представляет собой железнодорожный узел сразу из несколько крупных сортировочных станций и парков путей. Четыре сортировки обслуживают сам порт Тамань, еще три дополнительных сортировки обслуживают направление на Крым.
В апреле 2016 года введен в эксплуатацию грузовой двор, что позволило приблизить на 32 км станцию разгрузки к стройке Крымского моста.